# Nuño Rasura

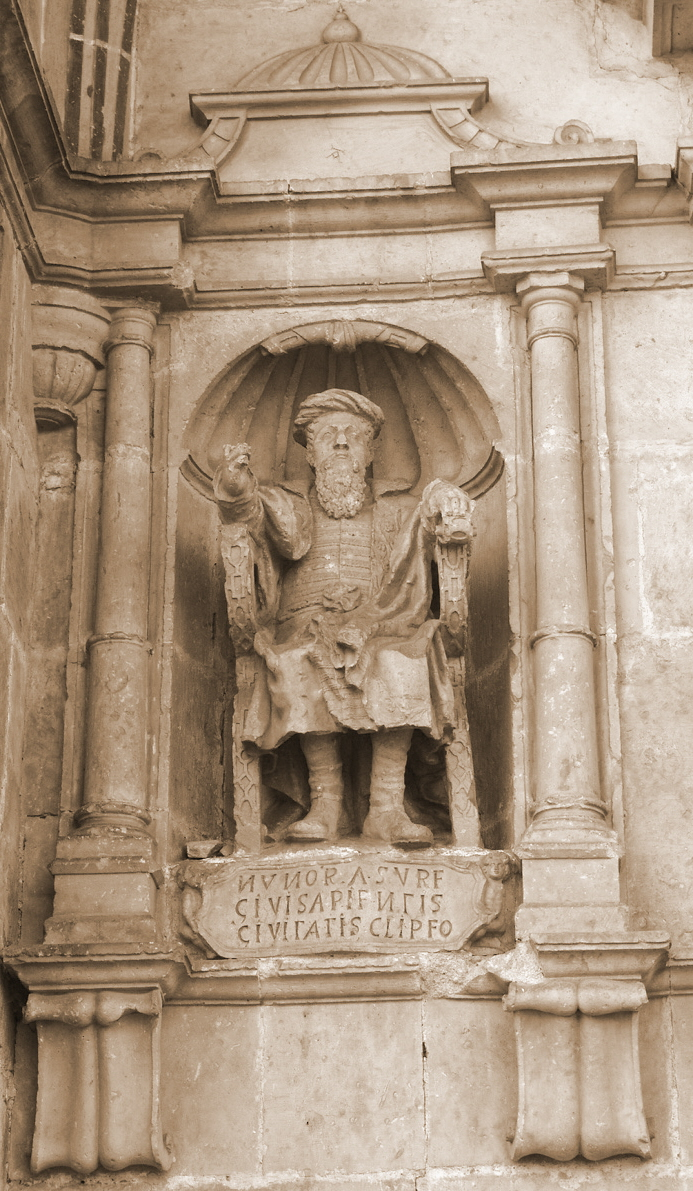
Estatua en el pórtico de la iglesia de Bisjueces

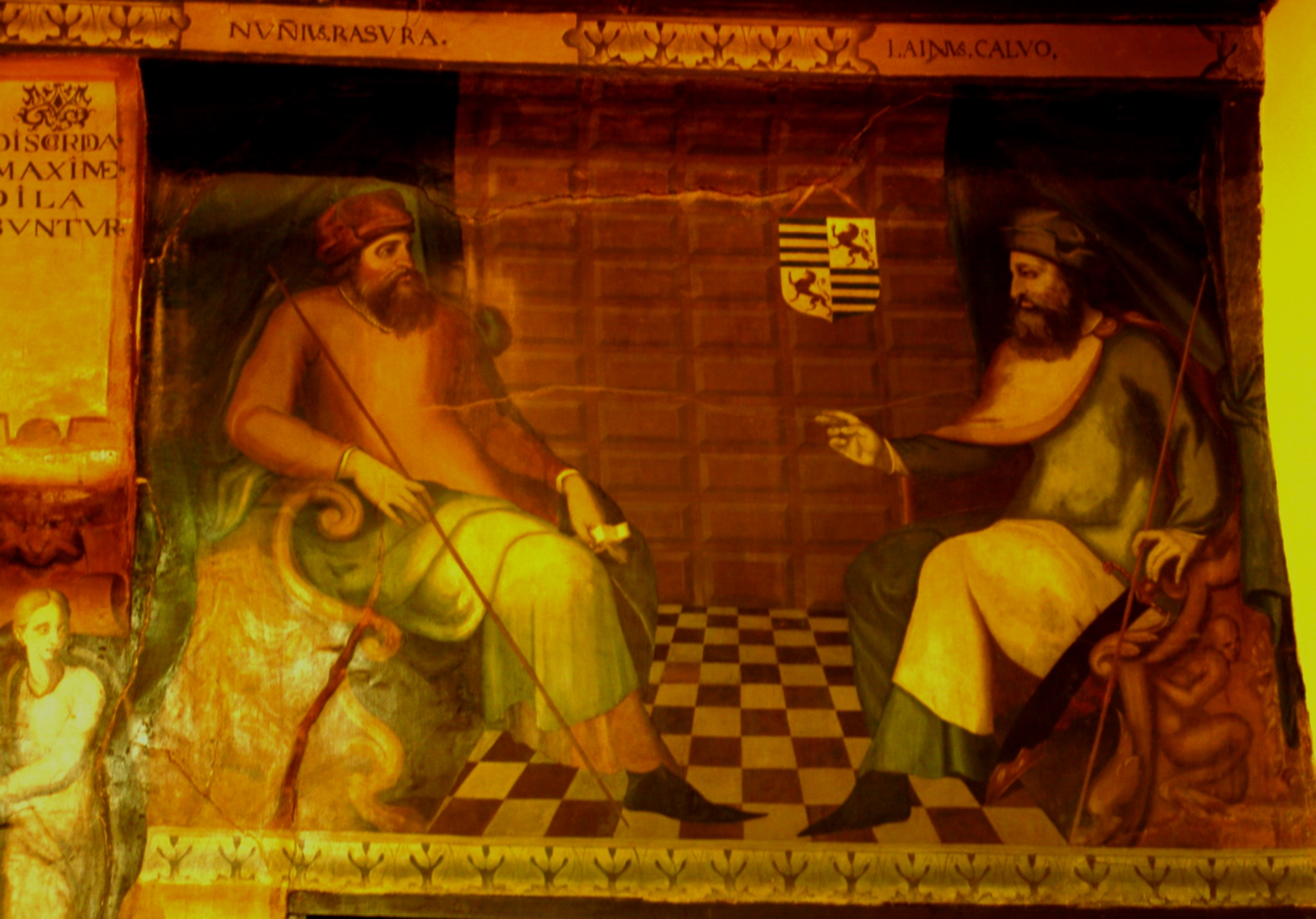
Pintura representativa, Arco de Santa María, Burgos.

Nuño Rasura es una figura legendaria del Condado de Castilla, uno de los jueces de Castilla que supuestamente los castellanos eligieron junto a Laín Calvo como propio (hacia el año 842), para resolver sus pleitos, evitando así acudir a la corte leonesa. Esta teórica independencia legislativa de Castilla fue en realidad un mito legendario creado varios siglos después (en el siglo XIII) para legitimar el poderío de Castilla frente a León en un momento en el que, recién creada la Corona de Castilla y recién unificados los antiguos reinos de León y Castilla (1230), era necesario justificar la supremacía castellana con argumentos pseudohistóricos. En consecuencia, se trata de una figura controvertida dentro de los estudios historiográficos.

## Origen
La tradición señala que durante el reinado de Ordoño II sucedió la derrota de Valdejunquera y así como el monarca leonés atribuyese el desastre a la negativa de los condes castellanos de acompañarle los condujo presos a León donde los ejecutó. Indignados los castellanos por esta acción y no pudiendo levantarse en armas acordaron proveer por sí mismos su gobierno, eligiendo entre los nobles dos magistrados, uno civil y otro militar, con el nombre de Jueces, para recordarles que su misión era de hacer justicia y no la de oprimir a los pueblos con su autoridad, o menoscabar su libertad.

## Su nombre
El nombre de Nuño, o Nunius, proviene del latín Nonnus, que viene a traducirse como respetable; o quizás del godo Hermann o hermunius, traducido como hombre del ejército lo equivalente a hidalgo de sangre en el sentido de distinción aristocrática.

## Juez civil
Para este honroso cargo fue nombrado Nuño Núñez Rasura, concretamente para los asuntos civiles, por su mucha instrucción y prudencia.

## Genealogía
De orígenes inciertos, algunas referencias le señalan como conde de Álava. Su solar, situado en la Torre de Astulez, fue origen de algunas de las batallas que durante comienzos del s.IX tuvieron lugar contra la razias musulmanas en los territorios de la mítica Bardulia, situada en los territorios que hoy ocupan el Valle de Valdegobía (Álava) y los de Losa, Mena y Tobalina (Burgos).
Según la tradición, crónicas y obras literarias posteriores (como el Poema de Fernán González) es descendiente directo suyo Fernán González, aunque según algunos autores tal parentesco está apoyado únicamente en documentos literarios y no tiene aval histórico cierto.

## Quema del Fuero Juzgo
Tras la independencia del condado, en tiempos de Fernán González, y la subsecuente liberación de la autoridad leonés, los castellanos quemaron los ejemplares del Liber Iudiciorum en Burgos y designaron alcaldes en las diversas comarcas para que juzgaran conforme al sistema del albedrío (juicio del albedrío).

## Bisjueces
La tardía tradición sitúa el estrado de los dos famosos y primeros jueces castellanos, Laín Calvo y Nuño Rasura en el paraje de Fuente Zapata, en la localidad de Bisjueces en la Merindad de Castilla la Vieja.
En la antigua iglesia de San Andrés de Cigüenza se lee este epitafio: "Hic jacet Nunius, Rasura, judex Castellanorum".